# Tazieff Rocks
Die Tazieff Rocks sind ein rund 200 m hoher Nunatak auf der antarktischen Ross-Insel. Er ragt 1,3 km südöstlich des Micou Point auf.
Das Advisory Committee on Antarctic Names benannte ihn im Jahr 2000 auf Vorschlag des neuseeländischen Geochemiker Philip Raymond Kyle (* 1947). Namensgeber ist der französische Vulkanologe Haroun Tazieff (1914–1998), der in drei Feldforschungskampagnen zwischen 1973 und 1979 am Mount Erebus tätig war.